# Polysteganus coeruleopunctatus
Polysteganus coeruleopunctatus (морський карась блакитноплавцевий) — вид окунеподібних риб родини Спарові (Sparidae). Це морський вид, що мешкає на коралових рифах на глибині до 100 м. Зустрічається на заході Індійського океану біля берегів Східної Африки та у Червоному морі. Тіло сягає завдовжки до 60 см.